# Seznam komiksů považovaných za nejvýznamnější
Toto je seznam komiksů považovaných za nejvýznamnější založený na agregaci několika internetových žebříčků nejlepších komiksů bez ohledu na datum vydání a žánr. Seznam je pouze informativní a jeho cílem je encyklopedicky sestavit seznam významných komiksů.

## Seznam komiksů považovaných za nejvýznamnější
| Název                                      | Autoři                                      | Vydavatel                    | Rok vydání | Vydavatel a rok vydání v ČR                         |
| ------------------------------------------ | ------------------------------------------- | ---------------------------- | ---------- | --------------------------------------------------- |
| 100 nábojů                                 | Brian Azzarello a Eduardo Risso             | Vertigo Comics               | 1999–2009  | BB/Art (2007–dodnes)                                |
| 300                                        | Frank Miller                                | Dark Horse Comics            | 1998       | Comics Centrum (2001, 2005, 2011 a 2014)            |
| Akira                                      | Katsuhiro Otomo                             | Kodansha                     | 1982–1990  |                                                     |
| Arkham - Pochmurný dům v pochmurném světě  | Grant Morrison a Dave McKean                | DC Comics                    | 1989       | CREW (2007)                                         |
| Asterios Polyp                             | David Mazzucchelli                          | Pantheon Books               | 2009       |                                                     |
| Batman: Kameňák                            | Alan Moore a Brian Bolland                  | DC Comics                    | 1988       | CREW (1997 a souborně 2013)                         |
| Batman: Návrat Temného rytíře              | Frank Miller                                | DC Comics                    | 1986       | CREW a Netopejr (2003 a 2012)                       |
| Building Stories                           | Chris Ware                                  | Pantheon Books               | 2012       |                                                     |
| Černá díra                                 | Charles Burns                               | Kitchen Sink / Fantagraphics | 1995–2005  | BB/Art (2008)                                       |
| Daytripper                                 | Fábio Moon a Gabriel Bá                     | Vertigo Comics               | 2010       |                                                     |
| Mrtvej svět                                | Daniel Clowes                               | Fantagraphics Books          | 1993–1997  | Trystero (2019)                                     |
| Hellblazer                                 | různí autoři                                | Vertigo / DC                 | 1988–2013  | CREW (2005–dosud)                                   |
| Hellboy: Sémě zrady                        | John Byrne a Mike Mignola                   | Dark Horse Comics            | 1994       | Calibre Publishing (2002) Comics Centrum (2007)     |
| The Invisibles                             | Grant Morrison a různí kreslíři             | Vertigo Comics               | 1994–2000  |                                                     |
| Jimmy Corrigan: nejchytřejší kluk na světě | Chris Ware                                  | Pantheon Books               | 1995–2000  | BB/Art (2004)                                       |
| Království tvé                             | Mark Waid a Alex Ross                       | DC Comics                    | 1996       | BB/Art a CREW (2006)                                |
| Kůstek                                     | Jeff Smith                                  | Cartoon Books / Image        | 1991–2004  | CREW (2010–dosud)                                   |
| Liga výjimečných                           | Alan Moore a Kevin O'Neill                  | Vertigo Comics               | 1999–2000  | BB/Art a CREW (2002)                                |
| Maus                                       | Art Spiegelman                              | Pantheon Books               | 1980–1991  | Torst (1997–1998 a souborně 2012)                   |
| Mýty (Fables)                              | Bill Willingham a různí kreslíři            | Vertigo Comics               | 2002–dosud | CREW a Netopejr (2013–dosud)                        |
| The Nao of Brown                           | Glyn Dillon                                 | Selfmade Hero                | 2012       |                                                     |
| Palestina                                  | Joe Sacco                                   | Fantagraphics Books          | 1993–1996  | BB/Art (2007)                                       |
| Persepolis                                 | Marjane Satrapi                             | L'Association / Pantheon     | 2000–2003  | BB/Art (2006-2007 a souborně 2013)                  |
| Pchjongjang – Výlet do Severní Koreje      | Guy Delisle                                 | Drawn and Quarterly          | 2004       | BB/Art (2009)                                       |
| Planetary                                  | Warren Ellis a John Cassaday                | WildStorm                    | 1998–2009  | BB/Art (2013–dosud)                                 |
| Preacher - Kazatel                         | Garth Ennis, Steve Dillon a Glenn Fabry     | Vertigo Comics               | 1995–2000  | BB/Art a CREW (2004–2012)                           |
| Sandman Vol. 1                             | Neil Gaiman, Sam Kieth a Mike Dringenberg   | Vertigo Comics               | 1988–1989  | CREW (2002)                                         |
| Sin City: Ten žlutej parchant              | Frank Miller                                | Dark Horse Comics            | 1996       | Comics Centrum (2001 a 2009)                        |
| Swamp Thing - Bažináč                      | Alan Moore a Stephen Bissette               | DC Comics                    | 1982–1985  | BB/Art a CREW (2003–2013)                           |
| Top 10                                     | Alan Moore, Gene Ha a Zander Cannon         | America's Best / WildStorm   | 1999–2001  | BB/Art a CREW (2003–2004)                           |
| Transmetropolitan                          | Warren Ellis a Darick Robertson             | Vertigo Comics               | 1997–2002  | BB/Art a CREW (2009–dosud)                          |
| V jako Vendeta                             | Alan Moore a David Lloyd                    | Quality Comics               | 1982–1985  | BB/Art (2005)                                       |
| Watchmen - Strážci                         | Alan Moore a Dave Gibbons                   | DC Comics                    | 1987–1988  | BB/Art a CREW (2005 a 2009)                         |
| Y: Poslední z mužů                         | Brian K. Vaughan a Pia Guerra               | Vertigo Comics               | 2002–2008  | BB/Art (2008–dodnes)                                |
| Z pekla                                    | Alan Moore a Eddie Campbell                 | Top Shelf Productions        | 1989–1996  | BB/Art (2003)                                       |
| Zázraky - Marvels                          | Kurt Busiek a Alex Ross                     | Marvel Comics                | 1994       | Calibre Publishing (2002) Hachette Fascicoli (2013) |
| Živí mrtví                                 | Robert Kirkman, Tony Moore a Charlie Adlard | Image Comics                 | 2003–dosud | CREW (2009–dosud)                                   |

## Metodologie
Seznam vychází ze sedmi žebříčků zveřejněných na internetu. Prvním je žebříček časopisu Complex, který sestavil Jason Serafino. Druhým je žebříček z webu www.goodokbad.com, který sestavil Seth T. Hahne. Třetím je žebříček časopisu Empire. Čtvrtý žebříček pochází z webu www.top100graphicnovels.com. Pátý žebříček byl sestaven na webu www.forbiddenplanet.com. Šestý žebříček pochází z internetové mutace skotského týdeníku Sunday Herald, sestavil ho Teddy Jamieson. Poslední žebříček byl zveřejněn na stránkách Amazon.co.uk a sestavil ho Ruben Armando. Jedná se tedy především o žebříčky z USA a Spojeného království.
Seznam byl sestaven dle četnosti a pořadí v jednotlivých žebříčcích; je seřazen abecedně. Komiks byl do konečného seznamu zařazen pokud byl zahrnut v minimálně dvou seznamech.